# Korba (Distrikt)
der Distrikt Korba ist ein Distrikt im indischen Bundesstaat Chhattisgarh.
Die Fläche beträgt 6598 km². Sitz der Verwaltung ist die gleichnamige Stadt Korba.

## Geschichte
Der Distrikt gehörte bis 2000 zu Madhya Pradesh, als der neue Bundesstaat Chhattisgarh gegründet wurde.

## Bevölkerung
Die Einwohnerzahl lag bei 1.206.640 (2011). Die Bevölkerungswachstumsrate im Zeitraum von 2001 bis 2011 betrug 19,25 % und lag damit sehr hoch. Korba hat ein Geschlechterverhältnis von 969 Frauen pro 1000 Männer und damit einen für Indien häufigen Männerüberschuss. Der Distrikt hatte 2011 eine Alphabetisierungsrate von 72,37 %. Die Alphabetisierung liegt damit leicht unter dem nationalen Durchschnitt. Knapp 93,9 % der Bevölkerung sind Hindus, ca. 2,5 % sind Muslime, ca. 1,8 % sind Christen, ca. 0,3 % sind Sikhs, je ca. 0,1 % sind Jainas bzw. Buddhisten und ca. 1,4 % gaben keine Religionszugehörigkeit an oder praktizierten andere Religionen. 14,3 % der Bevölkerung sind Kinder unter 6 Jahre. In der Region wird die Sprache Chhattisgarhi gesprochen.
Knapp 37,0 % der Bevölkerung leben in Städten. Die größte Stadt ist Korba mit 363.390 Einwohnern.

## Wirtschaft
Korba ist bekannt für seine Kohleminen wie Gevra (eine der größten Kohleminen Asiens), Kusmunda und Dipka.